# Tom Middleton
Tom Middleton (né le 18 août 1971) est un compositeur, producteur et DJ de musique électronique britannique. Il collabore énormément avec l'australien Mark Pritchard, notamment dans Global Communication (bien que le duo ait adopté de nombreux autres noms par la suite). Il est aussi connu sous le pseudonyme de E621, code emprunté à un exhausteur de goût très commun.